# Chaldene (Mythologie)
Chaldene (altgriechisch Χαλδήνη Chaldḗnē) ist in der griechischen Mythologie die Geliebte des Zeus.
Aus dieser Verbindung geht Solymos, der eponyme Heros der Solymner hervor, die später Pisidier genannt wurden. Bei Antimachos von Kolophon wird sie Kalchedonia (Καλχηδονία Kalchēdonía) genannt.